# ウォルター・ボイド
ウォルター・ボイド（Walter Boyd、1972年1月1日 - ）は、ジャマイカの元サッカー選手。元ジャマイカ代表。ポジションはフォワード。

## 来歴
1991年にジャマイカ代表デビュー。CONCACAFゴールドカップに2回出場した。史上初の出場となった1998 FIFAワールドカップのメンバーにも選ばれ、グループステージ全3試合に出場した。2001年までに73試合に出場、18得点をあげた。

## 代表歴

### 出場大会
- ジャマイカ代表
  - 1998 FIFAワールドカップ

### 試合数
- 国際Aマッチ 73試合 18得点（1991年-2001年）[1]

| ジャマイカ代表 | 国際Aマッチ | 国際Aマッチ |
| 年             | 出場        | 得点        |
| -------------- | ----------- | ----------- |
| 1991           | 5           | 2           |
| 1992           | 3           | 0           |
| 1993           | 11          | 1           |
| 1994           | 0           | 0           |
| 1995           | 15          | 8           |
| 1996           | 11          | 5           |
| 1997           | 9           | 0           |
| 1998           | 7           | 1           |
| 1999           | 2           | 0           |
| 2000           | 7           | 1           |
| 2001           | 3           | 0           |
| 通算           | 73          | 18          |